# Kingdom Come (группа)
Kingdom Come — американская рок-группа, созданная рок-музыкантом немецкого происхождения Ленни Вольфом в 1987 году в Лос-Анджелесе. Название происходит от цитаты из английского текста молитвы "Отче наш". 
После ухода в 1989 году из группы всех оригинальных участников, кроме Вольфа, состав много раз менялся. 
11 августа 2016 года Ленни Вольф сообщил, что история группы Kingdom Come завершена.

## История группы
Группа «Kingdom Come» установила своеобразный рекорд, когда 500 тыс. экземпляров одноимённого дебютного альбома были проданы ещё до его выхода. Это стало возможным в результате выпуска её первого сингла «Get It On», попавшего на верхние строчки американских хит-парадов. 
В первый состав коллектива вошли: вокалист и гитарист Ленни Вольф (Lenny Wolf), гитарист Дэнни Стаг (Danny Stag), басист Джонни Фрэнк (Johnny В. Frank), ритм-гитарист Рик Стайер (Rick Steier) и барабанщик Джеймс Коттак (James Kottak). Ленни Вольф дал «Kingdom Come» не только свой голос, но и явился главным автором песен, а также сопродюсером Боба Рока (Bob Rock), выпустившего дебютный, одноимённый альбом, который достиг 12-й строчки в альбомных чартах журнала Billboard. 
На рок-балладу «What Love Can Be», ставшую визитной карточкой группы, был снят видеоклип, включённый затем в видеосборник «Rock 'n' Roll Meltdown» (1988).
Спустя год после выхода этого диска было продано свыше 1,3 миллиона копий по всему миру. В течение этого времени группа отправилась в мировое турне. «Kingdom Come» исколесили Штаты, Англию, Японию и почти всю Европу. Команда появлялась на фестивале «Monsters of Rock» вместе с «Van Halen», «Scorpions» и «Metallica», а в Японии гастролировала вместе с «Bon Jovi» и «Ratt».
Не прекращая своё турне, в 1989 году «Kingdom Come» выпускают второй диск In Your Face. Сопродюсером Вольфа на этот раз стал Кит Олсен, известный своей работой с такими группами, как «Whitesnake», «Fleetwood Mac» и «Cheap Trick». Но успех имел свою цену. После первого кругосветного путешествия под давлением критики, обвинявшей музыкантов в копировании «Led Zeppelin», оригинальный состав группы распался. Однако Ленни Вольф собрал новый состав, и, возвратившись в Гамбург, начал записывать материал для нового альбома Hands of Time.
Занимаясь продюсерством первый раз самостоятельно, он, кроме вокальных партий, записал басовые и часть гитарных. В создании альбома ему также помогали гитаристы Блюз Сарасино (Blues Saraceno), Марко Мойр, Берт Мелендийк, клавишник Кон Ван Баал (Koen van Baal), а также барабанщики Джимми Браловер и Стив Барк (Steve Burke).
После выхода в 1991 году Hands of Time Ленни продолжал ездить из Гамбурга в Лос-Анджелес и обратно. Тем не менее он как-то умудрился подписать контракт с германской записывающей компанией «WEA», которой предоставил несколько новых неплохих демозаписей. 
Альбом Bad Image записывался в студиях Лос-Анджелеса и Гамбурга под руководством Ленни, снова взявшим на себя львиную долю обязанностей. На сей раз ему помогали Кай Фрик (ударные), Билли Лисганг (гитара) и Хейко Радке-Сиб (гитара). 
После длительного периода деловых разборок и трагической смерти менеджера «Kingdom Come» Найджела Томаса группа начала работу над своим следующим альбомом Twilight Cruiser, этот диск увидел свет в январе 1995 года.
В его записи, кроме Вольфа и Фрика, приняли участие новые музыканты: гитарист Маркус Демель (Markus Demel), который примет участие и в создании следующих двух альбомов, ритм-гитарист Оливер Кисснер (Oliver Kiessner), клавишник Бернд Финдзен (Bernd Fintzen), басист Майк Шаффер (Mike Schaffer) и барабанщик Кай Фрике (Kai Fricke), уже работавший над предыдущим альбомом в качестве сессионного музыканта.
К выходу альбома 2000 года Too в составе «Kingdom Come» опять произошли изменения: к Волфу и Кисснеру добавились Марк Кросс (ударные), гитарист Мирко Михальчик (Mirko Michalzik), клавишник Бьорн Тиман (Bjorn Tiemann) и басист Марк Смит (Mark Smith).
Самого Ленни альбом Too не устроил, и он в очередной раз сменил лейбл. Вернувшись к формуле «сделай сам», Вольф в 2002 году выпустил диск Independent, на котором начались эксперименты с индастриалом.
Альбом Perpetual вышел в 2004 году. В нём определённый интерес представляет композиция «Crown of Moscow», в тексте которой выражено восхищение столицей России в которой группа оказалась 7 ноября 2006 года, выступив в Государственном Кремлёвском дворце в рамках юбилейных концертов российской группы «Земляне».
В альбоме Ain’t Crying For The Moon 2006 года песня «Bon Scott» посвящена памяти бывшего вокалиста «AC/DC», а в специальном издании в виде бонуса присутствует композиция «Get it on» 1988 года в новой обработке, в которой первый куплет исполнен на русском языке (к сожалению, из-за сильного акцента вокалиста текст разобрать непросто).
Следующий альбом Magnified вышел 27 февраля 2009 года.
В июне 2009 года «Kingdom Come» совершили турне по городам России в рамках фестивального тура «Монстры рока» совместно с «The Rasmus», «Scorpions» и «Alice Cooper».
В этой концертной программе зрителей ожидал сюрприз, преподнесённый Ленни: «Встречайте — Джеймс Коттак!» и под приветственные крики и аплодисменты зрителей на сцене появился один из основателей группы, на тот момент действующий музыкант «Scorpions» — Джеймс Коттак. Джеймс занял место за ударной установкой, которое ему любезно уступил Хендрик, переставил одну из тарелок с правой стороны на левую и оживил барабаны вступительной россыпью битов самого первого хита группы «Get It On».
В 2010 году сменился ударник. На место бывшего барабанщика Хендрика (Hendrik Thiesbrummel) у Kingdom Come новый ударник — Nader Rahy.
Весной 2011 года вышел альбом Rendered Waters, который содержит 3 новые песни и 8 новых версий композиций из ранних альбомов «Kingdom Come» и даже «Stone Fury».
В апреле-мае 2013 года вышел новый студийный альбом Outlier на лейбле SPV/Steamhammer.
Диск содержит 10 треков и представляет собой смесь традиционного хард-рока и современных звуковых элементов.
«Во мне уживается столько натур, вот почему экспериментирование и развитие моего музыкального существования просто неотделимы друг от друга», — говорит тайный лидер и главный вдохновитель группы Ленни Вольф.
11 августа 2016 года Ленни Вольф сообщил, что история группы Kingdom Come окончена.
В 2018 году музыканты первого состава объявили о воссоединении в честь тридцатилетия выхода дебютной пластинки. Ленни Вольф отказался принять участие в проекте, и новым вокалистом группы стал Кейт Сейнт Джон.

## Музыканты

### Текущий состав(?)
- Lenny Wolf — вокал, соло- и ритм-гитара;
- Eric Foerster — соло, ритм-гитара;
- Frank Binke — бас-гитара;
- Nader Rahy — ударные, клавишные, фортепиано, вокал.

### Первоначальный состав группы (1987—1989)
- Ленни Вольф (Lenny Wolf) — вокал;
- Danny Stag — соло-гитара;
- Rick Steier — ритм-гитара;
- Johnny B. Frank — бас-гитара;
- Джеймс Коттак — барабаны, перкуссия, вокал.

## Дискография
- 1988 — Kingdom Come
- 1989 — In Your Face
- 1991 — Hands of Time
- 1993 — Bad Image
- 1995 — Twilight Cruiser
- 1997 — Master Seven
- 2000 — Too
- 2002 — Independent
- 2004 — Perpetual
- 2006 — Ain’t Crying for the Moon
- 2009 — Magnified
- 2011 — Rendered Waters
- 2013 — Outlier